# كفر قدح
كفرقدح قرية سورية تتبع ناحية حربنفسه في منطقة مركز حماة في محافظة حماة، 
يحد بها من جهة الشرق هضبة تسمى "البويضة"
وبلغ عدد سكانها 1049 نسمة في عام 2004 حسب إحصاء المكتب المركزي للإحصاء.

## وصلات خارجية
- الوحدات الإدارية في محافظة حماة نسخة محفوظة 18 أبريل 2019 على موقع واي باك مشين.